# Thliptoceras longicornalis
Thliptoceras longicornalis là một loài bướm đêm trong họ Crambidae.